# Bembidion siculum
Bembidion siculum es una especie de escarabajo del género Bembidion, tribu Bembidiini, familia Carabidae. Fue descrita científicamente por Dejean en 1831.
Se distribuye por Grecia, Turquía, Francia, Irán, España, Bulgaria, Italia y Marruecos. La especie se mantiene activa durante los meses de abril, mayo, junio, julio, septiembre y diciembre.